# Коренщина
Коренщина — хутор в Подгоренском районе Воронежской области. Входит в состав Сергеевского сельского поселения.

## География
Хутор Коренщина расположен в 7 км к юго-востоку от центра района — посёлка городского типа Подгоренский,.

## Население
| 1900 | 2007 | 2009 | 2010 |
| ---- | ---- | ---- | ---- |
| 776  | ↘116 | ↘113 | ↘93  |